# The Art of Self Defense (album)
The Art of Self Defense è il disco d'esordio del gruppo doom metal statunitense High on Fire. È stato pubblicato nel marzo 2000 sotto Man's Ruin.

## Tracce
1. Baghdad – 5:15
2. 10,000 Years – 7:53
3. Blood from Zion – 4:55
4. Last – 6:36
5. Fireface – 8:35
6. Master of Fists – 10:06

## Formazione
- Matt Pike – voce, chitarra
- Den Kensel – batteria
- George Rice – basso